# Дамянос Георгиу
Дамянос Георгиу (на гръцки: Δαμιανός Γεωργίου Διακονάς) е иконописец от XIX век, работил в Македония.

## Творчество
Дамянос Георгиу работи в Кукушко. Негови икони има в църквата „Свети Димитър“ в Боймица (1869, 1871, 1873). Икони от него са запазени и в „Свети Пантелеймон“ в Гола (Корифи).